# هربرت برومفیلد
هربرت برومفیلد (انگلیسی: Herbert Broomfield; ۱۱ دسامبر ۱۸۷۸ – تاریخ ورودی نامعتبر است) بازیکن فوتبال اهل بریتانیا بود.
از باشگاه‌هایی که در آن بازی کرده‌است می‌توان به باشگاه فوتبال نورتویچ ویکتوریا، باشگاه فوتبال بولتون واندررز، باشگاه فوتبال منچستر سیتی، و باشگاه فوتبال منچستر یونایتد اشاره کرد.